# Liste der Monuments historiques in Saint-Soupplets
Die Liste der Monuments historiques in Saint-Soupplets führt die Monuments historiques in der französischen Gemeinde Saint-Soupplets auf.

## Liste der Objekte
| Bezeichnung                                   | Beschreibung          | Standort                        | Kennzeichnung | Schutzstatus | Datum | Bild |
| --------------------------------------------- | --------------------- | ------------------------------- | ------------- | ------------ | ----- | ---- |
| Skulpturengruppe: Heiliger Leu und zwei Engel | Holz, 18. Jahrhundert | in der Kirche St-Sulpice (Lage) | PM77002816    | Inscrit      | 1977  |      |